# رولا لنسکا
رولا لنسکا (انگلیسی: Rula Lenska؛ زادهٔ ۳۰ سپتامبر ۱۹۴۷) بازیگر اهل بریتانیا است.
از فیلم‌ها یا مجموعه‌های تلویزیونی که وی در آن‌ها نقش داشته است، می‌توان به تلفات، رابین از شروود، دکتر هو، فضا: ۱۹۹۹، ایست‌اندرز، داخل شماره ۹ و خیابان کورونیشن اشاره نمود.